# Armin Freitag
Armin Freitag (* 1930 in Walkersbrunn, heute Stadtteil von Gräfenberg) ist ein deutscher Diplomat im Ruhestand.

## Leben
Freitag studierte von 1949 bis 1953 Rechtswissenschaft an der Universität Erlangen und absolvierte dort die erste juristische Staatsprüfung. Er setzte sein Studium von 1955 bis 1956 mit einem Fulbright-Stipendium an der University of Virginia Law School fort, wo er sich auf internationales Recht und Wirtschaftswesen konzentrierte. Im Jahr 1957 wechselte er an der Verwaltungshochschule in Speyer. Ein Jahr später wurde er mit einer Arbeit zum Urheberrecht (Die persönlichkeitsrechtlichen Befugnisse des Fotografen nach geltendem Recht und nach Entwürfen) zum Doktor der Rechte promoviert und absolvierte sein zweites Juristisches Staatsexamen in München.
Sein Weg in den Staatsdienst begann im Jahr 1959, wo er ins Bundesministerium für Wirtschaft und Energie wechselte. Von 1961 bis 1967 arbeitete er in der Vertretung der Bundesrepublik Deutschland bei den Europäischen Gemeinschaften (EG) in Brüssel, anschließend von 1968 bis 1972 in der deutschen Botschaft in Washington, D.C.
Von 1972 bis 1976 leitete er das Referat 411, eines der beiden EG-Referate in der Abteilung für Außenwirtschaftspolitik, und ging von 1979 bis 1983 als Botschafter nach Havanna.
Von 1983 bis 1986 leitete er die Unterabteilung 61 der Kulturabteilung des Auswärtigen Amtes und war damit zuständig für regionale Kulturplanung, Bereich Kulturabkommen, die multilaterale Zusammenarbeit auf kulturellem Gebiet im Rahmen der UNESCO, der EG und des Europarats, die Betreuung der deutschen Auslandsschulen, für zwischenstaatliche Fragen der Bereiche Wissenschaft und Hochschulen sowie für das Deutsche Archäologische Institut. Anschließend arbeitete er erneut als Botschafter; vom 3. Februar 1986 bis 1992 in Teheran und anschließend bis zu seiner Pensionierung im Jahr 1995 in der deutschen Botschaft in Peking.
Freitag ist verheiratet und hat drei Kinder.